# هاياتو إيشيهارا
هاياتو إيشيهارا (باليابانية: 市原 隼人) هو ممثل ياباني، ولد في 6 فبراير 1987 في اليابان.

## وصلات خارجية
- هاياتو إيشيهارا على موقع IMDb (الإنجليزية)
- هاياتو إيشيهارا على موقع ألو سيني (الفرنسية)
- هاياتو إيشيهارا على موقع ميوزك برينز (الإنجليزية)
- هاياتو إيشيهارا على موقع أول موفي (الإنجليزية)
- هاياتو إيشيهارا على موقع قاعدة بيانات الفيلم (الإنجليزية)
- هاياتو إيشيهارا على موقع كينوبويسك (الروسية)